# Money (That's What I Want)
Money (That's What I Want), conosciuto anche come Money, è un brano scritto da Berry Gordy e Janie Bradford, fondatori della Tamla Records, nome originale della Motown Records. Nell'agosto 1959 venne pubblicato come singolo da Barrett Strong, con al lato B Oh I Apologize. Esistono numerose covers di Money, fra cui una dei Beatles, dei Rolling Stones e dei Doors. La rivista Rolling Stone l'ha posizionato al numero 288 nella lista 500 Greatest Songs of All Time.

## Il brano

### La versione originale
Il singolo di Strong venne ceduto alla Anna Records dalla Tamla Records, quando quest'ultima si accorse di non poter soddisfare tutte le richieste di vendita, e distribuito a livello nazionale dalla Chess Records. Arrivò al secondo posto della classifica americana dell'R&B e al ventitreesimo in quella pop. Ciò la rese il primo successo della Motown Records. Inizialmente fra i crediti compositivi vi era anche Barret Strong, che venne tolto tre anni dopo che la canzone era stata scritta, nuovamente aggiunto nel 1987 e tolto l'anno seguente definitivamente. Berry Gordy ha considerato l'attribuzione al cantante come un errore burocratico. Il beatle Ringo Starr ha ricordato che i pezzi di Barret Strong li avevano tutti i componenti della band, alludendo a Money.

### La cover dei Beatles
I Beatles conoscevano il brano perché lo avevano scoperto, cosa avvenuta anche per Devil in Her Heart, guardando negli scaffali del negozio di dischi del loro manager Brian Epstein. Venne registrata durante il loro provino alla Decca Records; questa versione è stata pubblicata sugli album The Complete Silver Beatles e The Silver Beatles Volume 2 (in quest'ultimo caso presente in versione estesa). La canzone venne registrata per l'album With The Beatles come brano finale, per evocare la precedente chiusura del precedente album, Please Please Me, la canzone Twist and Shout. La versione dei Beatles varia dall'originale per il cambiamento di tonalità, dal Fa maggiore al Mi maggiore. La registrazione avvenne in tre sedute, tutte avvenute nello Studio 2 degli Abbey Road Studios; nel corso della prima, avvenuta il 18 luglio 1963, vennero registrati sette nastri. Altri sette nastri vennero registrati il 30 luglio, ma vennero scartati. George Martin, il produttore della band, sovraincise il pianoforte il 30 settembre sul nastro 7. In tutte le sedute il produttore fu Martin ed il primo fonico Norman Smith, mentre nelle prime due sedute il secondo fonico fu Richard Langham e nell'ultima Geoff Emerick. Il mixaggio avvenne nello Studio 3, quello mono il 21 agosto ed il 29 ed il 30 ottobre vennero realizzati due differenti mixs stereo. Per il mix mono ed il primo stereo sono stati utilizzati i nastri sei e sette, mentre per il secondo stereo solamente il sette.
Money è stata registrata sei volte per la BBC. La prima volta fu il 21 maggio 1963 per la trasmissione Saturday Club; questa registrazione è stata trasmessa per la prima volta il 25 maggio. Un'altra versione risale al primo giugno dello stesso anno, per il programma Pop Go the Beatles e venne trasmessa per la prima volta il 18 giugno. Fu la prima volta in cui Lennon, vocalist principale del pezzo, esclamava che voleva essere libero nell'ultimo verso. Sull'Anthology 1 appare una versione live della canzone, registrata il 24 ottobre 1963 a Stoccolma nel Karlaplansstudion; questa versione è stata trasmessa dalla radio svedese l'11 novembre dello stesso anno. L'unica versione live con video è stata registrata durante lo speciale televisivo It's the Beatles; questa versione è stata filmata nell'Empire Theatre di Liverpool nel pomeriggio del 7 dicembre 1963 e trasmessa poco dopo dalla BBC. Un'altra versione, apparsa sull'album On Air - Live at the BBC Volume 2, è stata registrata il 18 dicembre 1963 e trasmessa per la prima volta il 26 dicembre dello stesso anno. Il produttore del nastro era Bryant Marriott. In Inghilterra è stato pubblicato anche sull'EP All My Loving ed in America è stato incluso nell'album The Beatles' Second Album del 1964. Money è apparsa anche sulla raccolta Rock 'n' Roll Music del 1976. La Plastic Ono Band, formata da Lennon, da sua moglie Yōko Ono, Eric Clapton, Klaus Voormann e Alan White, eseguì il brano al festival di Toronto, e lo incluse nell'album Live Peace in Toronto 1969.
Una cover di Money è stata di recente registrata da Ringo Starr che l'ha inserita nel suo cd What's my name, pubblicato il 25 ottobre 2019. In questa versione Ringo sperimenta per la prima volta l'uso de l'autotune.

#### Formazione
- John Lennon: voce, chitarra ritmica
- Paul McCartney: cori, basso elettrico
- George Harrison: cori, chitarra solista
- Ringo Starr: batteria
- George Martin: pianoforte[1][2][4]

### Altre cover
Numerosi artisti hanno inciso o suonato cover di Money. I Kingsmen ne hanno pubblicato un singolo che è arrivato alla sedicesima posizione sulla classifica Billboard Hot 100; il singolo dei Bern Elliot and the Fenmen raggiunse la quattordicesima posizione nella classifica dei singoli inglesi. La versione dei Flying Lizards è arrivata al numero 22 della classifica dance. I Led Zeppelin si sono esibiti il 19 giugno 1972 a Seattle durante il tour americano della band, ed il 30 giugno 1980 a Francoforte nel loro tour europeo. Money è stata inclusa in scaletta nel tour europeo Alway Guaranteed di Cliff Richard del 1987. Altre cover sono degli Who, dei Blues Brothers, dei Rolling Stones, dei Pearl Jam, degli Smashing Pumpkins e di Jerry Lee Lewis.